# International Superstar Soccer 64
International Superstar Soccer 64 (ook wel ISS 64), Japans: 実況ワールドサッカー3, is een videospel voor het platform Nintendo 64. Het spel werd uitgebracht in 1997.

## Ontvangst
| Beoordeeld door            | Jaar | Score |
| -------------------------- | ---- | ----- |
| Total! (Duitsland)         | 1997 | 100%  |
| Nintendojo                 | 1997 | 98%   |
| Game Play 64               | 1997 | 97%   |
| Officiel Nintendo Magazine | 1997 | 96%   |
| X64                        | 1997 | 92%   |
| Edge                       | 1997 | 90%   |
| IGN                        | 1997 | 90%   |